# 栄養失調
栄養失調（えいようしっちょう）とは、偏食や食料の不足、すなわち1つ以上の重要な栄養の不足した食事、暴食や過剰な栄養剤の摂取、もしくは疾病により引き起こされる動物が健康を維持できない状態を指す一般的な用語である。栄養不良（えいようふりょう）、栄養不足（えいようぶそく）（英: Malnutrition）とも呼ばれる。
動物は従属栄養生物であって、何らかの形で生体外からエネルギー産生に必要な物質を摂取せねば生きられず、飢餓が限度を超えた場合は餓死に至る。
植物の栄養欠乏症・過剰症は生理障害にて行う。
日本の学校教育法では、身体虚弱に含まれる。

## 要因

2020年の世界の栄養失調人口の割合。出典:世界食糧計画
< 2,5%
< 5,0%
5,0-14,9%
15,0-24,9%
25,0-34,9%
> 35,0%
データなし

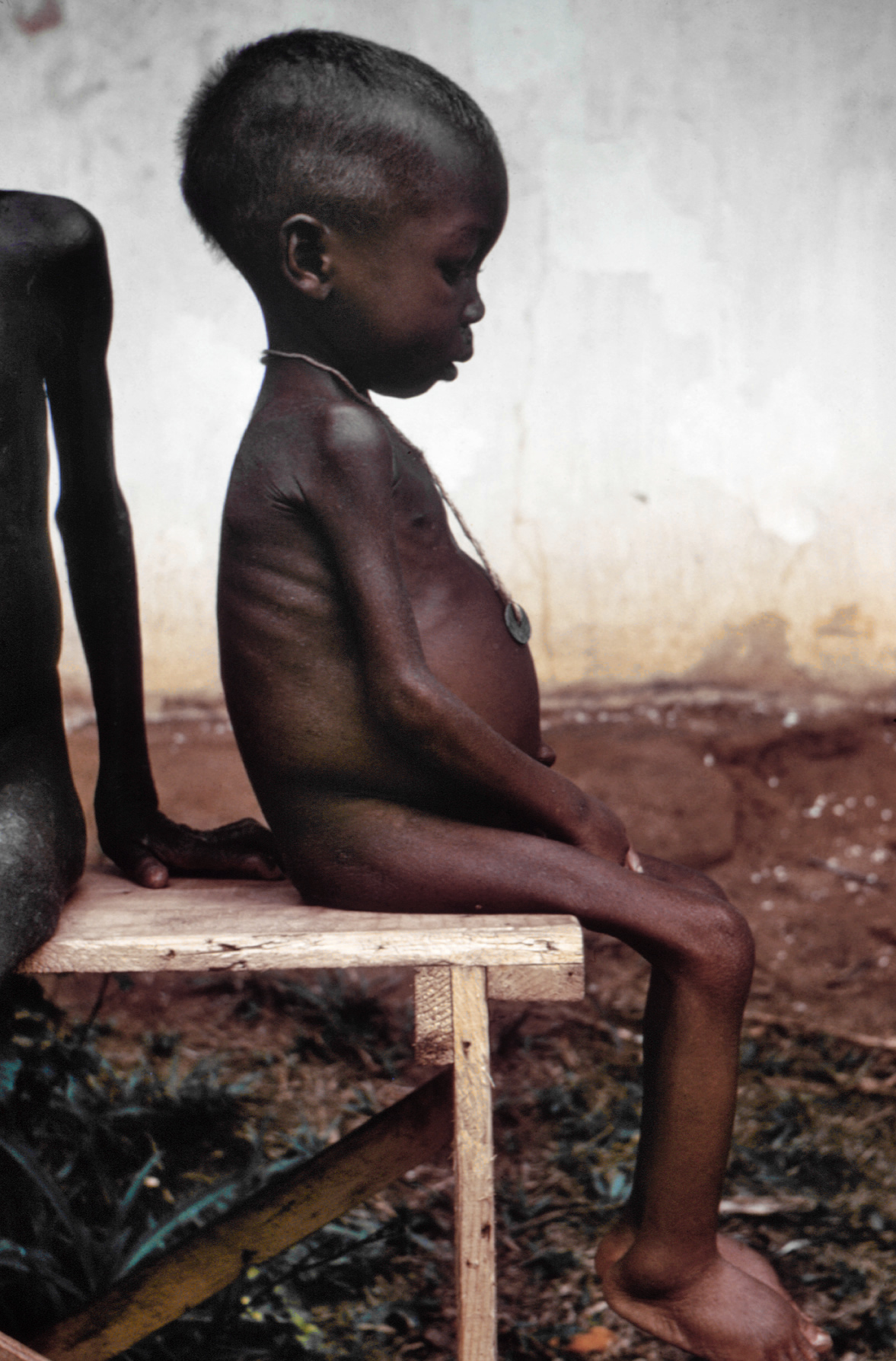
飢餓の状態にある女の子。

栄養失調の動物は、食事で充分なエネルギーや、必須アミノ酸、ビタミン、微量元素を補給できていない。食事の不足や栄養の偏りなどで発生するが、何らかの疾患によって起きた栄養失調は悪液質と呼ぶ。
栄養失調のうち、特に体を動かすエネルギーが不足している状態を低栄養と呼び、一般的には飢餓と呼ばれる。2022年の世界人口約80億人に対して、約7億3,510万人が栄養を充分に摂取できない飢餓の状態にある。
飢餓は異常気象、戦争、災害、そして慢性的な貧困によって起きることが多く、また歴史的には政治・経済体制の崩壊の場合にも多く発生した。世界の食糧生産自体は常に必要量を上回っており、さらに20世紀の人口爆発においても、緑の革命などの食糧生産技術の革新によって、1人あたりの食糧生産量はむしろ大きく増大したが、飢餓は21世紀においても消滅していない。また、最低限のカロリーを確保することができ飢餓に陥っていない場合においても、必要な栄養素をすべて確保した健康的な食事を取るにはさらに費用が必要となるため、栄養失調となっている人びとは多い。
現代社会では経済的な理由で食料の調達が行えない状態（貧困）、拒食症、摂食障害、極端な偏食、自己流の菜食主義、自己流の制限食ダイエットなどに伴い発生する。特に、高齢者や自己流の制限食ダイエットによる極端な偏食に伴うものは新型栄養失調と呼ばれる事がある。しかしながら、21世紀現在においては先進国でも、亜鉛、鉄、ヨウ素、およびビタミンA、ビタミンBなどの欠乏症は広く一般的に発生しており、公衆衛生の問題として認識されている。

## 分類

### 欠乏症
ある栄養素が不足していることから起こる医学上の問題は一般的に欠乏症と呼ばれる。栄養不良の一般的な形態はタンパク・エネルギー栄養失調と微量栄養素栄養失調に分かれる。
タンパク質-エネルギー栄養障害
タンパク質及びエネルギー栄養失調は、身体のエネルギーとタンパク質の不充分な利用、または、摂取不足や吸収不全による。タンパク質とエネルギーの双方が不足している場合はマラスムス、タンパク質のみが不足している場合はクワシオルコルとなる。
微量栄養素栄養失調
微量栄養素栄養失調は、自身で合成することが不可能な生命活動の維持に少量ながら必要な必須栄養素（ビタミン、必須元素、アミノ酸、脂肪酸）などの不足が原因で発生する。これらの欠乏は様々な疾患につながり、身体の正常な機能を損なう。ビタミン欠乏症は、かつてビタミンが知られていなかった時代においては原因が不明であり、ビタミンC欠乏症の壊血病のように航海中の船員が多くかかることで恐れられたり、ビタミンB1欠乏症である脚気のように江戸時代から明治時代にかけての都市において猖獗を極めたものもある。発展途上国においてはビタミンAの欠乏が深刻である。ビタミン欠乏症では、ほかにビタミンD欠乏症であるくる病、ナイアシン（ビタミンB3）の欠乏症であるペラグラなども存在する。必須元素欠乏症として最も一般的なものは鉄欠乏症であり、またヨウ素欠乏症の患者も世界中に広く分布している。このほか、亜鉛欠乏症や銅欠乏症など、さまざまなミネラル欠乏症が存在する。
新型栄養失調
例えば、高齢者で1日に3回の食事をしているが、総カロリーや蛋白質摂取量が不足し発生する、これは経済的理由や買物難民（買い物弱者）や、サルコペニアの要因との指摘されている。また、「自己流の制限食ダイエット」などに伴い発生する。
他一覧
- 低血糖症
- 骨粗鬆症 - カルシウム不足[30]
- ヨード欠乏症
- 克山病 - セレン欠乏症
- 脱水症状

### 過剰症
15世紀の医師で毒性学の父とも呼ばれるパラケルススの名言として「全てのものは毒であり、毒でないものなど存在しない。その服用量こそが毒であるか、そうでないかを決めるのだ」は現代でも通用する。通常の食事では起きえなくとも、サプリメントの過剰摂取などによって、さまざまな中毒症状が引き起こされる場合がある。
栄養過剰の中でもっとも一般的なものは肥満である。2016年には世界人口の13%に当たる約6億5000万人が肥満となっていた。肥満は先進国・発展途上国双方において深刻な広がりを見せているが、先進国においては低所得者層が、発展途上国においては高所得者層が罹患しやすい傾向が見られる。
ミネラルは、互いに吸収や働きに影響を与え合うのでバランスのよい食事が求められる。
- ビタミン過剰症
- 鉄中毒，鉄過剰症
- 亜鉛過剰摂取 - 銅の取り込みを妨害し、銅欠乏症を引き起こす。
- 水中毒

## 栄養失調となる疾病
疾病による栄養失調を悪液質と呼ぶ。この症状は、悪性腫瘍、心不全、慢性肺疾患、リウマチ、後天性免疫不全症候群、炎症性腸疾患などの合併症として現れる。
悪性腫瘍（がん、癌）や白血病でよく発生する。悪性腫瘍の末期における、炭水化物やタンパク質の代謝変化などを原因とする悪液質を癌悪液質と呼ぶ。下垂体性悪液質は下垂体の広範な破壊を原因とする悪液質性疾患であり、体重減少、低タンパク血症、脱毛、粘液水腫、臓器の萎縮などが認められる。
悪液質の顕著な臨床的特徴は、成人の場合は体重減少（体液貯留を補正）、小児の場合は成長障害（内分泌疾患を除く）である (Washington definition)。
がん細胞が増殖するとミトコンドリアの好気的代謝が機能不全となって嫌気的解糖が亢進し（「ワールブルク効果」を参照）、産生された多量の乳酸は肝臓にてコリ回路を通じて多量のATPを消費した後、糖新生によりグルコースが再生される一連の工程を経て大量のグルコースとエネルギーが非効率に消費されることになる。このような機構から、悪液質の諸症状と低栄養が古典的に説明されている。
癌悪液質は非小細胞性肺癌や膵臓癌、消化器の癌（胃癌や大腸癌）のほか、転移が進んだ悪性腫瘍で起きやすい。筋肉や皮下脂肪が減り、「癌にかかると痩せる」という状態を引き起こす。抗がん剤が効きにくくなるほか、床ずれが起きやすくなったり、体力が落ちて歩行や入浴、排泄などを自力でしにくくなったりして生活の質（QOL）の低下を招く。
従来は栄養療法とステロイド、漢方薬などの薬物療法が用いられた。2021年1月に日本で初めて承認された治療薬（アナモレリン塩酸塩）は視床下部に作用して食欲を、下垂体に作用して成長ホルモンの分泌を促す効果があるとされるが、リハビリテーションとの併用が必要という指摘もある。
理化学研究所のショウジョウバエを用いた実験によれば、がんによる全身症状の発症には，がん細胞が分泌する蛋白質「ネトリン」の関与が示唆された。

## 栄養失調に伴う疾病・症状

### 飢餓浮腫
血液中のアルブミンなどの多くのタンパク質は水をひきつける浸透圧作用を持っている。この場合の浸透圧は膠質浸透圧と呼ばれている。ヒトでは血漿のタンパク濃度が7.3 (g/dl)前後であるのに対して、間質液中のそれは2 (g/dl)から3 (g/dl)程度である。この時血漿の膠質浸透圧は約28 mmHgであり、間質液のそれは約8 mmHgである。この濃度差から生じる膠質浸透圧較差によって循環血液量と間質液の量が保たれている。しかし、タンパク質の不足による低アルブミン血症ではこの膠質浸透圧が低下するため、循環血漿量が維持できずに間質に水分が流出（濾出）してしまう。これがむくみである浮腫（腹部の場合は腹水貯留）の原因となっている。貧困地域の栄養失調児が極度に細い手足に反して膨らんでいる腹部の姿を示すのは、このタンパク質不足に起因する浮腫によるものである。医学的に「飢餓浮腫」と呼ばれている。

### リフィーディング症候群
長期の飢餓状態から急に大量の食事をした際に起きる諸症状をまとめてリフィーディング症候群と呼ぶ。食料を与えてから4日以内に発生し、痙攣、心不全、呼吸不全、低リン血症、血糖値・ビタミン・ミネラルの異常、消化器異常、意識障害などが報告され、死亡例もある。
発症メカニズムは以下のとおりである。まず飢餓状態では、ミネラルやビタミンなどが不足しながらも、体内のたんぱく質の異化と脂肪分解で対応している。この時に大量の食事をしてしまうと血糖値を制御するインスリンが過剰分泌され、急速なATP産出やタンパク質の合成が始まる。その活動によって、飢餓によって不足していたリンが過剰消費され、更にリン・カリウム・マグネシウムが細胞内に移動し、これらミネラル栄養素不足でリン欠乏症・カリウム欠乏症・マグネシウム欠乏症が発症する。また、糖質代謝に関わるビタミンB1も欠乏を起こす。

## 動物の栄養失調の例
- 奈良の鹿 - 鹿せんべいが与え続けられた結果、ミネラルなどの栄養が不足し体格が小型になっている[37][38]。また、農業へ被害を出して人間が育てる野菜の味を知った個体等は特別柵で死ぬまで飼われることとなっているが、2023年10月に獣医師によって特別柵で飼われた鹿の栄養失調が指摘された[39]。
- ホッキョクグマは、北極海で氷が張る時期に食料を得て、それ以外の時期を食料が得られない時期になるが、温暖化により狩猟時期が減り・絶食になる期間が長くなっており、2006年に絶滅危惧種に指定された。それ以外にも気候変動によって多くの動物が絶滅の危機にあると指摘されている[40][41]。

家畜
人間に飼われている動物は、人間が栄養を管理しなければならない。そのため、出産や牛乳などの乳を生産しているなどの各種タイミングで十分な栄養を整える必要がある。
- インディアンイエローという顔料を作る際に、マンゴーの葉だけを食べさせ栄養失調を起こさせた雌牛の尿を利用する。この雌牛は短命となる。
- フォアグラ - ガチョウやアヒルに沢山の餌を与えることにより、肥大した肝臓。
- 犬の亜鉛反応性皮膚症 - 亜鉛の吸収が悪かったり、栄養の偏りで赤い湿疹ができたり、毛の艶が無くなる病気。
- 毛皮をとるために飼われていた狐に、魚を与えていたところチアミナーゼに起因するビタミンB1欠乏症となった[42]。また、同様の理由で生の魚介類（イカなど）を与えられた猫などもビタミンB1欠乏症を招く[43]。
- 動物によって体内で合成できるアミノ酸が異なり、生産できないアミノ酸は必須アミノ酸として摂取する必要がある。猫や犬は、体内で必要量のタウリンが合成できないため、タウリン欠乏症となると眼病や心疾患を起こしやすい[43]。また、猫にはアミノ酸のアルギニンが常に必要で不足した場合は高アンモニア血症（英語版）を起こして数時間で死亡する場合がある[44]。
- 産褥麻痺 - 乳牛や他の動物にも見られる分娩性低カルシウム血症、低リン血症
- 牛の場合
  - 塩欠乏症 - 乳量が多い牛の場合は、突然虚脱状態になり死亡する場合もある。痩削し被毛は粗剛になり、眼の光沢がなくなり、体重や乳量の減少がみられる[45]。
  - 塩以外にも、貧血を起こす鉄やコバルトの他、リン、カルシウムなど人間同様に必須栄養素が少なくなると栄養失調を起こす[45]。

## 疫学
| no data <200 200-400 400-600 600-800 800-1000 1000-1200 | 1200-1400 1400-1600 1600-1800 1800-2000 2000-2200 >2200 |

2002年における10万人あたりの栄養失調においての障害調整生命年。この図の栄養失調には、タンパク質・エネルギー栄養失調、ヨード欠乏症、ビタミンA欠乏症、鉄欠乏性貧血が含まれる。
no data
<200
200-400
400-600
600-800
800-1000
1000-1200
1200-1400
1400-1600
1600-1800
1800-2000
2000-2200
>2200

世界飢餓指数 (GHI)は、多元的な統計により国家の飢餓状態を示すために使用される。GHIは世界的な飢餓に対する戦いの進捗や失敗の状況を測るものである。。GHIは年に一度更新される。2015年報告のデータは、2000年に比べて飢餓状態にある人々がが27%減少したことを示しているものの、いまだ52カ国が深刻な飢餓レベル、あるいは警戒レベルにとどまっている。GHIは最新の飢餓および食料安全保障に加えて、毎年特別なトピックも取り上げており、2015年報告においては紛争と食糧安全保障に関する記事が含まれている。。

### 飢餓人口
国際連合は、2023年には世界に低栄養者が約7億3,340万人いたと推定した。この人口は国連の「低栄養者」の定義によるため、カロリー不足の状態の人口を指し、微量元素不足の人口は必ずしも含まれていないことに注意が必要である。
また、2019年コロナウイルス感染症流行による経済悪化と流通制限とロシアのウクライナ侵攻によるロシア海軍の艦隊による黒海の海上封鎖で港が閉鎖されたことで生じた食料供給減少による穀物の価格高騰により、2020年から2021年の間に増加し、2023年時点で流行前の基準（2019年：人口は約5億8,130万人、割合は約7.5%）に戻っていない。なお、後者の要因については、ウクライナの輸出ルートにあたる黒海西側での防衛強化により、2023年12月には穀物などの輸出量が侵攻前の基準に回復しつつある。但し、輸出の約40%を紅海を経由してアジアに輸出しており、輸出する途中でイエメンの反政府勢力フーシ派が船舶への攻撃を行っており、安定的供給に懸念が生じている。
世界の農業従事者たちは世界人口の約1.5倍にあたる120億人を養うに足る食糧を生産しているにもかかわらず、栄養不良は発生した。
日本において、2021年から2023年の3カ年平均で低栄養者数の割合が約3.4%であり、人口で約420万人存在していたと推計されている。また、2000年以降の傾向として、通常は2.5%未満であるが、リーマンショックによる金融危機や2019年コロナウイルス感染症流行した際は、2.5%以上になることがあり、G7加盟国でこの傾向にあるのは日本だけである。また、2022年においては2000年以降、最多を記録している。但し、2019年コロナウイルス感染症流行によって2.5%以上へと生じた原因は、2019年コロナウイルス感染症流行による外出制限により外出自粛した高齢者の一部に、食事を摂る量を減らしたことによるものであると指摘されている。同時に外出制限により、過剰な食事量を摂る高齢者はさらに体重が増加し、低栄養状態の高齢者はさらに摂取量を減らして栄養状態が悪化する二極化が一人暮らしを中心に生じていたとの報告もある。
2010年時点で、栄養失調はすべての障害調整寿命のうち1.4%の原因となっていた。
| 年                    | 2000  | 2001  | 2002  | 2003  | 2004  | 2005  | 2006  | 2007  | 2008  | 2009  |
| --------------------- | ----- | ----- | ----- | ----- | ----- | ----- | ----- | ----- | ----- | ----- |
| 低栄養者数（100万人） | 785.2 | 806.5 | 830.2 | 822.6 | 823.4 | 798.3 | 743.1 | 679.1 | 644.8 | 637.4 |
| 割合                  | 12.8% | 12.9% | 13.2% | 12.9% | 12.7% | 12.2% | 11.2% | 10.1% | 9.5%  | 9.2%  |
| 年                    | 2010  | 2011  | 2012  | 2013  | 2014  | 2015  | 2016  | 2017  | 2018  | 2019  |
| 低栄養者数（100万人） | 604.8 | 575   | 573.6 | 562.7 | 538.7 | 570.2 | 568.3 | 541.3 | 557.0 | 581.3 |
| 割合                  | 8.7%  | 8.1%  | 8.0%  | 7.8%  | 7.3%  | 7.7%  | 7.6%  | 7.1%  | 7.2%  | 7.5%  |
| 年                    | 2020  | 2021  | 2022  | 2023  |       |       |       |       |       |       |
| 低栄養者数（100万人） | 669.3 | 708.7 | 723.8 | 733.4 |       |       |       |       |       |       |
| 割合                  | 8.5%  | 9.0%  | 9.1%  | 9.1%  |       |       |       |       |       |       |

- 注
  - 2020年以降の値は、推定最大値と推定最小値の中間値である。

| 年                    | 1969-71 | 1979-81 | 1990-92 | 1995-97 | 2000  | 2001  | 2002  | 2003  | 2004  | 2005  | 2006  | 2007  | 2008  | 2009  | 2010  |
| --------------------- | ------- | ------- | ------- | ------- | ----- | ----- | ----- | ----- | ----- | ----- | ----- | ----- | ----- | ----- | ----- |
| 低栄養者数（100万人） |         |         | 820     | 790     | 825.5 | 848.1 | 869   | 865.5 | 863.9 | 834.4 | 777.7 | 714.1 | 678.1 | 667.5 | 631.6 |
| 割合                  | 37%     | 28%     | 20%     | 18%     | 17.0% | 17.2% | 17.3% | 17.0% | 16.7% | 15.9% | 14.6% | 13.3% | 12.4% | 12.1% | 11.3% |
| 年                    | 2011    | 2012    | 2013    | 2014    | 2015  | 2016  | 2017  | 2018  | 2019  | 2020  | 2021  | 2022  | 2023  |       |       |
| 低栄養者数（100万人） | 601.3   | 599.9   | 588.7   | 566.7   | 597.4 | 525.2 | 507.6 | 522.7 | 548.9 | 633.7 | 746.3 | 768.5 | 708.5 |       |       |
| 割合                  | 10.6%   | 10.4%   | 10.1%   | 9.6%    | 9.9%  | 8.6%  | 8.2%  | 8.4%  | 8.7%  | 9.9%  | 11.5% | 11.8% | 10.7% |       |       |

- 注
  - 中国など人口の多い国々の重要なデータの更新の際、2000年まで遡ってより正確に見直された結果、世界の飢餓人口の推定数は減少している。そのため、2000年以降と1999年以前のデータは異なることに留意する[63]。
  - 2000～2015年までは低所得国と低位中所得国及び高位中所得国に属する諸国の総計であり、2016年以降は高位中所得国に属する国々の低栄養者数の割合が、2019年コロナウイルス感染症流行下の2021年と2022年を除いて2.5％未満となったため、低所得国と低位中所得国に属する国々を合わせた値であることに留意する。
  - 2020年以降の値は、推定最大値と推定最小値の中間値である。

### 死亡率

2012年の100万人あたりの栄養不足による死亡
0-4
5-8
9-13
14-23
24-34
35-56
57-91
92-220
221-365
366-1,207

栄養失調の死亡率は、2006年の総死亡率のうち約58%を占めた。セーブ・ザ・チルドレンの2012年の報告書では、「世界では毎年約6200万人の人々が、栄養失調を一因として死亡している。全世界で12人に1人は栄養失調で、世界の子どもの4人に1人が慢性的な栄養失調となっている。2006年には、3600万人以上の人々が微量栄養素の不足により飢えや病気で亡くなった」と報告されている。
1990年には883000人がタンパク・エネルギー栄養失調で死亡したが、この数は2010年には600,000人にまで減少した。2010年にはヨード欠乏症や鉄欠乏性貧血により、さらに84000人が死去した。2010年には栄養失調によって150万人の女性と子どもが死亡した。

## 対策

### 予防
すべての人間が栄養失調に陥らず、安全で栄養のある食糧を十分に確保できることを食料安全保障と呼ぶ。飢餓と栄養失調の改善は世界的な問題となっており、幾度となく国際機関によって改善の動きが起きている。1996年にはローマでの世界食糧サミットにおいて「世界食糧安全保障に関するローマ宣言」が採択され、2015年までに栄養不足の人口を半減する世界目標が立てられた。次いで2000年には国際連合において合意されたミレニアム開発目標（MDGs）の中で2015年までの飢餓人口の半減が目標とされ、ほぼ達成された。2015年にはMDGsを継承する形で持続可能な開発目標 (SDGs）が提唱され、すべての飢餓および栄養失調を2030年までに撲滅することを目標に、さまざまな施策が行われている。
人間が十分に食糧を確保できるようにするための食糧増産は古くから進められており、とくに1960年代以降に起こった緑の革命などによる食糧増産は1人あたりの食料生産量を大きく増大させた。しかしながら、発展途上国を中心に十分な食糧を確保できない飢餓状態にある人々はいまだに多い。これは貧困などによって食糧を入手できないという食糧の再配分における問題が指摘されており、富裕国から貧困国への食糧援助や貧困の削減による問題解決が図られている。しかし開発援助の現場からは、カロリーは安いために緊急時を除きさほどの不足はしない点や、実際に貧困層がカロリーや収入を改善した場合、ビタミンなどの栄養の改善よりは、より美味しいカロリーなどの嗜好品や食品以外への支出へと向かう傾向が指摘されている。これを避けるため、日常食糧への栄養素の添加や、バイオテクノロジーや品種改良によって微量栄養素を強化した作物の普及が図られている。
栄養状態の悪い高齢者の場合は、塩分制限やカロリー制限を考慮せず、如何に食物の摂取量を増やすかが課題となり、その意味ではジャンクフードの摂取も理想的であるという意見もある。

### 配給・給食・炊き出し
人道援助を行うグループの間では、食料を直接届けるより食料を得るための通貨や配給券などを配った方が効率的で経済的で即効性があると考えられており、国際連合世界食糧計画（WFP）の事務局長ジョゼット・シーランは食糧援助の「革命」と表現した。ただし、市場などの物流から遠い地域の人たちには、この手法は通用せず食料を直接届けた方がよい場合もある。
古代から戦争や災害の被災者やスラム街などでの栄養失調者向けに炊き出しが行われた。
WFPは、発展途上国での学校で給食事業を行い、子どもの栄養不良を改善し、児童労働から解放し教育も行うプロジェクトを行っている。インドネシアでは、1971年から1997年にかけてバージニア工科大学・アメリカ合衆国国際開発庁・現地のパン屋・学校等の協力で、大豆で栄養素を強化した小麦粉を寄付し現地のココナッツ・バナナの粉・ワサビノキの葉・オートミール・ブルグルなどの素材を入れて製造したパン「ニュートライブン」を栄養不足の学校児童や台風の被災地への給食とし一定の成果を得た。

### 治療
栄養失調を改善するには不足している栄養素を患者に投与すればよいため、各種サプリメントや栄養補助食品で直接不足栄養素を摂取するほか、食材に栄養強化を目的とする食品添加物を添加することも行われる。緊急時には、現地での調理不要なすぐに食べられる栄養補助食品や経口補水液などで患者が素早く栄養を摂取できるようにする。経口摂食ができないほど衰弱している場合は点滴で高カロリー輸液を行う。
- 強制摂食
- F-100とF-75治療用ミルク（英語版） - 子供向け重度栄養失調者用治療食品。クワシオルコルの場合、最大7日かけて与えられる。
- プランピー・ナッツ（英語版） - ピーナッツを使った固形栄養失調治療食